# Франкопан, Питер
Питер Франкопан (22 марта 1971 года) — британский историк, старший научный сотрудник Вустер-колледжа в Оксфорде, директор Оксфордского центра византинистики. Автор бестселлера «Шёлковый путь: Новая история мира» (2015).

## Ранняя жизнь и образование
Франкопан — второй из пяти детей эмигранта хорватского происхождения Луиза Дойми де Франкопан и адвоката и профессора в области международных отношений шведского происхождения Ингрид Диттер.
Окончил Итонский колледж и поступил на факультет истории Византии в Джизус-колледж Кембриджа, окончив его со степенью бакалавра гуманитарных наук (1993). В дальнейшем Питер отправился в Колледж Корпус-Кристи Оксфорда, где получил степень PhD в области византинистики.
Область научных интересов охватывает историю Византии, Средиземноморья, Балкан, Кавказа и России, а также отношения христианства и ислама в Средние века. Помимо этого он является автором работ по истории греческой литературы.

## Работы
Первая историческая книга Франкопана «Первый крестовый поход: Зов с Востока» была опубликована в 2012 году. Книга получила максимально возможную оценку от Николаса Шекспира в The Telegraph. Он назвал её «убедительной и бодрящей работой» и сказал, что «Питер Франкопан еще малоизвестен, но он заслуживает того, чтобы быть известным более широким массам». Томас Мэдден, специалист по крестовым походам так отреагировал на выход книги:
Сегодня на полках настолько много историй о Первом крестовом походе, что новые авторы вынуждены искать способы, чтобы сделать свою работу уникальной. В некоторых случаях это привело к действительно новаторским подходам; в других - довольно неуклюжие попытки новизны. Эта книга относится к последнимMadden, Thomas F. The First Crusade: The Call from the East by Peter Frankopan (review) (англ.) // The Catholic Historical Review. — 2013. — July. — P. 544—545. — ISSN 0008-8080.
В 2015 году вышла книга Франкопана «Шёлковый путь: новая история мира». В статье для Telegraph Беттани Хьюз похвалила ее как «харизматичную и важную книгу», в то время как Энтони Саттин в статье для The Guardian назвал ее «амбициозной» и «полной проницательности», но оказался разочарован некоторым количеством фактологических ошибок. Высоко о книге отозвался российский историк Николай Крадин, а издание Irish Left Review вообще назвало автора «Геродотом XXI века». Следующая книга Франкопана «Новые шёлковые пути: настоящее и будущее мира» (издательство Bloomsbury) была опубликована в 2018 году. Ряд работ Франкопана переведены на немецкий, нидерландский, испанский, турецкий, русский, украинский языки.

## Семья
Является братом Леди Николас Виндзор. В 2000 году их отец, урождённый Луи Дойми де Лупис (Louis Doimi de Lupis), сменил фамилию на Франкопан — старинное имя хорватской аристократии. Ассоциация хорватского дворянства посчитала этот поступок фальсификацией и исключила де Люписа из числа своих членов. Джон Кеннеди, — редактор каталога европейской аристократии, — заявил, что использование де Люписом фамилии Франкопан основано «более на желании, чем на праве».